# Harra
 (juin 2021).
Si vous disposez d'ouvrages ou d'articles de référence ou si vous connaissez des sites web de qualité traitant du thème abordé ici, merci de compléter l'article en donnant les références utiles à sa vérifiabilité et en les liant à la section « Notes et références ».
Pour l’article homonyme, voir Louise Harra.
Harra est une ancienne commune allemande du land de Thuringe, dans l'arrondissement de Saale-Orla, au centre de l'Allemagne. Depuis le 1er janvier 2019, elle fait partie de la commune de Rosenthal am Rennsteig.